# Холостонур
Холостонур (калм. Хулста Нур) — хутор в Дубовском районе Ростовской области, в составе Комиссаровского сельского поселения. 
Единственная улица хутора — Сальская.
Население - 144 (2010)

## Название
Название хутора производно от калм. Хулста Нур, которое можно перевести как озеро (водоём), поросшее камышом (калм. Хулсн - камыш, тростник; калм. Нур - озеро). Рядом протекала речка Музга, поросшая камышом.

## История
Основан не позднее 1907 года около хутора Сиротского как временное поселение Холуста (Хулуста-Нур) юрта калмыцкой станицы Потаповской. В 1926 году - хутор Халастанур в Атамановском сельском совете. Согласно Всесоюзной переписи населения 1926 года в хуторе имелось 23 домохозяйства, население хутора составляло 123 человека, из них 111 великороссы.

## Физико-географическая характеристика
Хутор расположен на востоке Дубовского района в пределах Ергенинской возвышенности, являющейся частью Восточно-Европейской равнины, близ левого берега реки Сал. Рельеф местности равнинный, имеет общий уклон к северу, по направлению к реке Сал, на высоте 55 метров над уровнем моря. Почвенный покров комплексный: представлен каштановыми солонцеватыми и солончаковыми почвами и солонцами (автоморфными), в пойме Сала - пойменными засоленными
По автомобильной дороге расстояние до Ростова-на-Дону составляет 360 км, до районного центра села Дубовское - 54 км, до административного центра сельского поселения хутора Сиротский - 6,1 км. У хутора проходит региональная автодорога Дубовское - Заветное
Часовой пояс
Холостонур, как и вся Ростовская область, находится в часовой зоне МСК (московское время). Смещение применяемого времени относительно UTC составляет +3:00.

## Население
Динамика численности населения
| 1926 | 2002 |
| ---- | ---- |
| 123  | 213  |

| 1989 | 2002 | 2010 |
| ---- | ---- | ---- |
| 208  | ↗216 | ↘144 |